# Пушкин (телесериал)
«Пушкин» — российский комедийный телесериал 2016 года, повествующий о жизни обыкновенного российского карманника, вынужденного вжиться в образ сначала Александра Сергеевича Пушкина, а потом и актёра, играющего роль поэта в кино. Съёмки сериала завершились 9 апреля 2016 года, премьера первой серии состоялась на пресс-показе в кинотеатре «Кинозал ГУМ» 30 апреля 2016 года. Премьера сериала на телеэкранах России состоялась на канале СТС 10 мая 2016 года в 21:00 по местному времени согласно сеткам регионального вещания канала СТС. С 23 мая сериал начал выходить в более позднем блоке вещания, в районе 22:45-23:00 согласно сеткам вещания региональных каналов, причиной этого стало то, что сериал за всю историю выхода в эфир так и не смог попасть в топ-10 программ канала СТС.

## Сюжет
Действие сериала начинается в Санкт-Петербурге. На Дворцовой площади работает в качестве актёра-двойника Пушкина экс-воспитанник детского дома и вор-рецидивист Василий Киселёв по прозвищу «Пушкин» (прозвище было получено в детдоме за внешнее сходство с ранними изображениями поэта). Он фотографируется со случайными прохожими, а в обмен на фото незаметно забирает у клиентов деньги и ценности. Однако прибыльное дело заканчивается, когда «Пушкина» ловят с поличным полицейские. Ему светит большой срок, но киностудии, снимающей совместный с Францией масштабный фильм о жизни великого русского поэта, в связи с травмой актёра Червонского, игравшего главную роль, срочно требуется замена, а Киселёв оказывается похож как на актёра, так и на Пушкина. Киселёв в сопровождении поймавшего его оперативника попадает на съёмочные площадки в Петербурге и в Москве.

## В ролях
| Актёр                 | Роль |
| --------------------- | --- |
| Александр Молочников  | Василий Киселёв, вор-рецидивист по кличке «Пушкин» / Андрей Червонский, актёр, играющий роль Пушкина в кино |
| Светлана Устинова     | Софи Мерсье, французская актриса с русскими корнями, исполнительница роли Натальи Гончаровой                |
| Ян Цапник             | майор Николай Кулаков, оперативный сотрудник полиции                                                        |
| Андрей Бурковский     | Григорий Баранов, кинопродюсер, автор идеи фильма о Пушкине                                                 |
| Сергей Муравьёв       | Анатолий Рябов, режиссёр фильма                                                                             |
| Евгений Сытый         | Альберт Валентинович, начальник СИЗО «Кресты»                                                               |
| Николай Тамразов      | «Старший», заключённый-авторитет в камере СИЗО «Кресты»                                                     |
| Фёдор Лавров          | Маркин «Эрмитаж», вор-рецидивист, друг Киселёва по детдому                                                  |
| Александра Велескевич | Инга, дочь начальника СИЗО «Кресты», начинающая актриса                                                     |
| Сергей Козик          | Прокопенко                                                                                                  |
| Вильма Кутавичюте     | |
| Пьер Бурель           | Гийом, французский актёр                                                                                    |
| Андреа Бартелуччи     | итальянский турист                                                                                          |
| Юрий Миронцев         | охранник киностудии                                                                                         |
| Григорий Калинин      | |
| Мария Данилюк         | |
| Александр Федотенко   | |
| Алексей Дёмин         | Охранник СИЗО №1 «Кресты»                                                                                   |
| Олег Вавилов          | Пётр Семёнович                                                                                              |
| Андрей Иванов         | Ватруша |
| Евгений Анисимов      | «Пряник», заключённый в СИЗО №1 «Кресты», боец «Старшего»                                                   |
| Николай Молочков      | |
| Мигран Малхасян       | |
| Константин Игнатьев   | «Дантист», заключённый в СИЗО №1 «Кресты», боец «Старшего»                                                  |
| Сергей Беляев         | директор театра МХТ им. Чехова                                                                              |
| Виктор Бабич          | полицейский                                                                                                 |
| Екатерина Новикова    | экскурсовод                                                                                                 |
| Дарья Раткова         | медсестра                                                                                                   |
| Екатерина Кабак       | гример на съёмочной площадке фильма «Пушкин: Наше Всё»                                                      |
| Роман Юнусов          | эпизод |
| Марина Куделинская    | консультант по эпохе                                                                                        |
| Елена Махова          | |
| Елена Лемешко         | |
| Рустам Акрамов        | охранник СИЗО №1 «Кресты»                                                                                   |
| Алексей Гнилицкий     | доктор |
| Саша Булатов          | сын Червонского                                                                                             |
| Алиса Панченко        | дочь Червонского                                                                                            |

## Эпизоды
Премьерный показ сериала на телевидении состоялся 10 мая 2016 года в 21:00 по местному времени, согласно региональным сеткам вещания телеканала. В первый день показали две премьерные серии. После этого каждый последующий день, вместе с последней из показанных серий, показывали по одной новой серии. Последняя серия сезона была показана 26 мая 2016 года.
| № серии | Премьера   | Описание серии |
| ------- | ---------- | --- |
| 1       | 10.05.2016 | Бывший детдомовец, а ныне неоднократно судимый вор-карманник Василий Киселёв (Александр Молочников) оказывается в трудной жизненной ситуации: хозяйка съёмной квартиры, которую он снимает, требует от него денег за два месяца. Василий вынужден выкручиваться с помощью своего фирменного способа отъёма денег у населения: платного фотографирования с туристами в образе Пушкина, совмещённого с кражей. Но в этот день у него не очень задалось: переводчица иностранных туристов, которую он пытался обокрасть, ловит его за руку, заставляет бежать и натравливает на него Петербургскую полицию. В это время на съёмках фильма «Пушкин: Наше Всё» актёр Андрей Червонский (также сыгранный Молочниковым), недовольный некоторыми моментами съёмочного процесса, после спора с режиссёром решает играть в сцене верховой езды без каскадёра, что оборачивается для него серьёзной травмой. Режиссёр и продюсер вынуждены срочно искать Червонскому замену, чтобы не упасть в грязь лицом перед французскими инвесторами и начальством из Москвы. Случайно они встречаются с ограбленной переводчицей и решают найти Василия и использовать его в съёмочном процессе, тем более что он оказывается похож и на Пушкина, и на Червонского. Однако после первых отснятых дублей на киностудию врываются полицейские и арестовывают Киселёва. |
| 2       | 10.05.2016 | Киселёв попадает в СИЗО №1 «Кресты», где встречает детдомовского товарища — вора-рецидивиста по кличке «Эрмитаж», — и по глупости навлекает на себя гнев авторитета тюремной камеры и его костолома «Дантиста». Однако он на время спасается от увечий, так как продюсер убеждает начальника СИЗО (путём взятки и обещания снять его дочь в фильме) организовать «Пушкину» серию «следственных экспериментов». Конвоирующего «Пушкина» оперативника УФСИН майора Николая Кулакова (Ян Цапник) же он убеждает снять с того наручники путём обещания снять его в эпизодической роли в фильме, в котором играет звезда французского кино Софи Мерсье (Светлана Устинова). «Пушкин» трижды пытается сбежать (из окна туалета, через вынос тела в ящике с оборудованием и путём переодевания в платье невесты), но Кулаков его трижды обнаруживает. По окончании съёмочного дня Кулаков эскортирует Пушкина обратно в «Кресты». Не желая оставаться с оскорблёнными им зеками, Василий, предварительно извинившись перед майором, бьёт его кулаком в нос, за что его уводят в карцер. |
| 3       | 11.05.2016 | Продюсеру стоит огромного труда вытащить Василия из карцера «Крестов» и одновременно скрыть факт отсутствия актёра на съёмочной площадке. Но появляется другая проблема: у Червонского, помимо съёмок в кино, есть ещё и контракт с МХТ имени Чехова, где он тоже играет Пушкина. Василия эскортируют в МХТ, где он устраивает грандиозное и в то же время хулиганское представление. После представления «Пушкин» и Кулаков вместе с Софи отправляются в бар. Там Вася вновь крадёт кошелёк, чтобы рассчитаться, но обокраденный посетитель замечает свой кошелёк в руках чужого человека и завязывает драку. Софи вовремя спасает Василия от одного из нападавших, разбив ему бутылку об голову. Прибывший отряд полиции забирает всех в отделение, при этом Кулакова, который стал громко заявлять, что «он — из органов», и вырываться из полицейского уазика, полицейские дополнительно изолировали в отдельном автомобиле. |
| 4       | 12.05.2016 | Нет описания |
| 5       | 16.05.2016 | Нет описания |
| 6       | 17.05.2016 | Нет описания |
| 7       | 18.05.2016 | Нет описания |
| 8       | 19.05.2016 | Нет описания |
| 9       | 23.05.2016 | Нет описания |
| 10      | 24.05.2016 | Нет описания |
| 11      | 25.05.2016 | Нет описания |
| 12      | 26.05.2016 | Нет описания |

## Показ телесериала

### Россия
Премьера телесериала для прессы и актёров состоялась 26 апреля в Санкт-Петербургском баре «Синий Пушкин». 30 апреля 2016 года состоялся пресс-показ в московском кинотеатре «Кинозал ГУМ».
Премьера по телевидению состоится на канале СТС 10 мая 2016 года в 21:00 согласно сетке вещания канала. С 23 мая сериал стал выходить в более позднем блоке вещания, в районе 22:45-23:00.

## Рейтинг телесериала в России
Нестандартно проведённая рекламная кампания привлекла к сериалу достаточно внимания. В день премьеры первых двух серий сериал собрал относительно высокие рейтинги. Однако каждая последующая серия демонстрировала снижение рейтинга. По итогам двух недель показа на телевидении руководство канала СТС приняло решение перенести сериал на более позднее время. На данный момент рейтинги сериала разнятся: от 5 % (0,5587/10) до 85 % (4,2/5).

## Мнения о сериале
Любопытный телезамес, состоящий из лёгкой криминальной комедии, закулисья киносъемок и прекрасной романтической истории, развивающейся на вымышленном историческом фоне. Весело, игриво, молодежно.— Film.ru